# Сунганінзеру
Сунганінзе́ру (англ. Sunganinzeru) — вища традиційна громада у складі дистрикту Муландже Південного регіону Малаві.
Населення — 68585 осіб (2018).